# Vieugué-Insel
Die Vieugué-Insel (französisch Île Vieugué) ist eine 5 km lange Insel im Archipel der Biscoe-Inseln westlich der Antarktischen Halbinsel. Sie liegt 1,5 km nordwestlich der Duchaylard-Insel und 17,5 km westnordwestlich des Kap García auf der Westseite des Grandidier-Kanals.
Teilnehmer der Vierten Französischen Antarktisexpedition (1903–1905) unter der Leitung des Polarforschers Jean-Baptiste Charcot entdeckten sie. Charcot benannte sie nach dem französischen Diplomaten Paul Antoine Charles Vieugué, damaliger Geschäftsträger in Buenos Aires.